# Karl Moser (componist)
Karl Moser (Kirchberg ob der Donau, 14 januari 1901 – 29 augustus 1994) was een Oostenrijks componist, muziekpedagoog en dirigent. 

## Levensloop
Moser studeerde muziekopleiding aan de "Lehrerbildungsanstalt" in Linz. Vervolgens werd hij muziekleraar in Windischgarsten. In 1934 werd hij tot dirigent van de Musikkapelle Windischgarsten benoemd en heeft de muzikale ontwikkeling van deze vereniging naar voren gebracht. Tijdens de Tweede Wereldoorlog werden veel muzikanten ingelijfd in de militaire dienst. Maar na de oorlog begon Moser opnieuw met de vereniging en behaalde al in 1946 tijdens het concours in Steyr een 1e prijs. Moser was ook een bepaalde tijd dirigent van de Marktmusik Schörfling.
In 1949 vertrok Moser als muziekleraar naar Leonding en werd als dank voor zijn inzet tot eredirigent van de Musikverein Windischgarsten benoemd. 
Van 1949 tot 1953 was Moser dirigent van de Stadtkapelle Leonding en directeur van de muziekschool in deze stad. Van 1950 tot 1966 was hij eveneens docent voor blaasinstrumenten en dirigent van het studentenharmonieorkest aan de "Lehrerbildungsanstalt" te Linz. In 1966 ging hij met pensioen en vertrok opnieuw naar Windischgarsten. Aldaar werd hij in 1968 weer dirigent van de Musikverein Windischgarsten en richtte een jeugdmuziekschool binnen de vereniging op. In 1970 musiceerde een 43-koppig jeugdharmonieorkest naast het grote orkest in deze vereniging. In 1974 was hij de initiatiefnemer voor de oprichting van een jeugdharmonie aan het muziekgymnasium in Linz. 
Moser was ook op 12 juni 1948 initiatiefnemer bij de oprichting van de Bund der Blasmusikkapellen Oberösterreichs, de blaasmuziekfederatie van de deelstaat Opper-Oostenrijk. In 1958 behoorde hij te Eisenstadt teven tot de oprichters van de landelijke federatie, de Österreichischer Blasmusikverband (ÖBV). 
Als componist heeft hij vooral pedagogische literatuur geschreven, zoals Tägliche Übungen (Dagelijkse oefeningen), Übungen zum Zusammenspiel (Oefeningen voor het samenspel) en Vom Einschlagen (Beginnersmethode voor kleine trom).
Karl Moser overleed in 1994 op 93-jarige leeftijd.